# Рудник (дем Суровичево)
Вижте пояснителната страница за други значения на Рудник.
Рудник (на гръцки: Ανάργυροι, Ан̀аргири, в превод Безсребреници, до 1928 година Ρούδνικ, Рудник) е село в Гърция, в дем Суровичево, област Западна Македония.

## География
Селото е разположено в северната част на котловината Саръгьол на 50 километра южно от град Лерин (Флорина) и на 15 километра южно от Айтос на източния бряг на Руднишкото езеро (Химадитида).

## История

### В Османската империя
В османски данъчни регистри на християнското население от вилаета Филорине от 1626-1627 година е отбелязано, че селото има 68 джизие ханета (домакинства).
В XIX век Рудник е смесено българо-турско село, център на Руднишката нахия на Леринската каза. Но поради разрастването на Руднишкото езеро и заблатяването на местността около Рудник нахийският център е изместен в Суровичево и Рудник постепенно упада. В „Етнография на вилаетите Адрианопол, Монастир и Салоника“, издадена в Константинопол в 1878 година и отразяваща статистиката на населението от 1873 година, Рудник (Roudnik) е посочено като село в каза Джумали със 100 домакинства с 12 жители мюсюлмани и 365 българи.
В 1889 година Стефан Веркович пише за Рудник:
| „ | На изток [от Чор] се намира село Родник с 20 мохамедански и 30 български къщи. Данъкът на първите е 1800 пиастри, а на вторите - 4200 пиастри и инание-аскерие 2080 пиастри. | “ |

Между 1896 и 1900 година селото преминава под върховенството на Българската екзархия. Според статистиката на Васил Кънчов („Македония. Етнография и статистика“) в 1900 година Рудник има 160 жители българи и 50 жители турци.
На Етнографската карта на Битолския вилает на Картографския институт в София от 1901 година Рудник е чисто българско село в Леринската каза на Битолския санджак с 32 къщи.
В подготовката за въстание от ВМОРО Рудник е включено в Мокренския център. Мокренецът Анастас Симеонов описва ситуацията в селото преди Илинденско-Преображенското въстание в 1903 година:
| „ | с. Рудникъ малко българско село, организирани 4-5 души, които не взеха участие въ възстанието. | “ |

По данни на секретаря на Българската екзархия Димитър Мишев („La Macédoine et sa Population Chrétienne“) в 1905 година в селото има 160 българи екзархисти и функционира българско училище.
По време на Балканската война един човек души от Рудник се включва като доброволец в Македоно-одринското опълчение.

### В Гърция
През войната селото е окупирано от гръцки части и остава в Гърция след Междусъюзническата война. Боривое Милоевич пише в 1921 година („Южна Македония“), че Рудник има 11 къщи славяни християни и 7 къщи турци. В 20-те години мюсюлманското население на Рудник се изселва в Турция, а на негово място са заселени гърци бежанци. В 1928 година селото е смесено българско-бежанско като има 60 бежански семейства с 214 души. В 1928 година е прекръстено на Анаргири.
До 2011 година Рудник е част от дем Айтос на ном Лерин.
| Име            | Име      | Ново име       | Ново име         | Описание                                                          |
| -------------- | -------- | -------------- | ---------------- | ----------------------------------------------------------------- |
| Гроб или Гробо | Γκρόμπο  | Иполохагу Лука | Ύπολοχαγού Λουκά | възвишение на ЮЗ от Рудник и на С от Ракита над Островското езеро |
| Кутлово        | Κούτλοβο | Варелаки       | Βαρελάκι         | възвишение на И от Рудник (672 m)                                 |

Преброявания
- 2001 - 498 души
- 2011 - 452 души

## Личности
Родени в Рудник
- Кирияз Георгиев, македоно-одрински опълченец, четата на Пандо Шишков[16]